# Бекет (Теректинский район)
Беке́т (каз. Бекей) — село в Теректинском районе Западно-Казахстанской области Казахстана. Входит в состав Чаганского сельского округа. Код КАТО — 276269200.

## Население
В 1999 году население села составляло 178 человек (93 мужчины и 85 женщин). По данным переписи 2009 года, в селе проживало 113 человек (60 мужчин и 53 женщины).